# Въоръжени сили на Норвегия
Въоръжените сили на (Кралство) Норвегия (на букмол: Forsvaret – Отбрана) е държавната структура, натоварена с отбраната и териториалната цялост на кралството. Поставени са под контрола на министерството или Департамента на отбраната (Forsvarsdepartementet). Начело на въоръжените сили стои Началника на отбраната (Forsvarssjef), от януари 2016 г. адмирал Хокон Брюун-Хансен. Според Конституцията кралят на Норвегия е върховен главнокомандващ с чин генерал от СВ, от ВВС и адмирал от ВМС.
Той изпълнява тези си функции чрез Държавния съвет, но де факто ги делегира на правителството в мирно време.
Кралство Норвегия отделя средно за бюджета за отбрана средства, съответстващи на около 1,4% от брутния вътрешен продукт на страната, което е под изискваните от НАТО 2%, но над средното за западноевропейските страни.
В мирно време въоръжените сили са с численост около 25 500 души, което включва професионални военни, наборни военнослужещи и граждански лица. Например през 2014 г. бройката е била съответно 17 442 професионални военни и граждански лица и 16 966 наборници с едногодишен срок на службата. Предвиденият състав след мобилизация е около 83 000.

## Организация
Отбраната включва 21 учреждения (видове войски, сили за поддръжка и цивилни служби), директно подчинени на Началника на отбраната:
| Учреждение                                                                              | Щаб в                 | Численост | Началник (чин)               |
| --------------------------------------------------------------------------------------- | --------------------- | --------- | ---------------------------- |
| Щаб на отбраната (Forsvarsstaben)                                                       | Осло                  | 100       | Генерал-лейтенант            |
| Оперативен център на отбраната (Forsvarets operative hovedkvarter)                      | Райтан, Будьо         | 500       | Генерал-лейтенант            |
| Разузнавателна служба (Etterretningstjenesten)                                          | Осло                  | -         | Генерал-лейтенант            |
| Сухопътни войски (Hæren)                                                                | Бардюфус, Молселв     | 3000      | Генерал-майор                |
| Военноморски сили (Sjøforsvaret)                                                        | Берген                | 2500      | Контраадмирал                |
| Военновъздушни сили (Luftforsvaret)                                                     | Риге                  | 1500      | Генерал-майор                |
| Сили за киберотбрана (Cyberforsvaret)                                                   | Йощадмьон, Лилехамер  | 1250      | Генерал-майор                |
| Териториална отбрана (Heimevernet)                                                      | Елверюм               | 423       | Генерал-майор                |
| Специални сили на отбраната (Forsvarets spesialstyrker)                                 | Осло                  | -         | Контраадмирал                |
| Логистична организация на отбраната (Forsvarets logistikkorganisasjon)                  | Осло                  | 1900      | Директор (цивилен)           |
| Медицинска служба на отбраната (Forsvarets sanitet)                                     | Сесволмьон, Юленшакер | 438       | Контраадмирал                |
| Военна академия (Forsvarets høgskole)                                                   | Осло                  | -         | Контраадмирал                |
| Отдел за сигурност на отбраната (Forsvarets sikkerhetsavdeling)                         | Осло                  | 100       | Комодор                      |
| Отдел за култура и традиции на отбраната (Forsvarets avdeling for kultur og tradisjon)  | Осло                  | 250       | Бригаден генерал             |
| Одиторски отдел на отбраната (Forsvarets regnskapsadministrasjon)                       | Берген                | 60        | Капитан I ранг               |
| Счетоводен отдел на отбраната (Forsvarets lønnsadministrasjon)                          | Хащад                 | 50        | Подполковник                 |
| Център за персонал и наборници на отбраната (Forsvarets personell og vernepliktssenter) | Хамар                 | 160       | Бригаден генерал             |
| Медиен център на отбраната (Forsvarets mediesenter)                                     | Осло                  | 35        | Директор (цивилен)           |
| Форум за отбрана (Forsvarets forum)                                                     | Осло                  | 13        | Отговорен редактор (цивилен) |
| Програма за ИТ на отбраната (LOS-programmet i Forsvaret)                                | Осло                  | -         | Бригаден генерал             |
| Свещенически корпус (Feltprestkorpset)                                                  | Осло                  | -         | Бригаден генерал             |

## Задачи
Отбраната осъществява политиката на сигурност и отбрана на Кралство Норвегия. Тя прави това в тясно сътрудничество с гражданските власти на страната, съюзнически държави и други външнополитически организации.

### Законова рамка
Съгласно член 26 на Конституцията на Кралство Норвегия кралят има правото да свиква мобилизация, да обявява война и да сключва мир. Член 101 ограничава правомощията на Отбраната да действа спрямо норвежки поданици.
Най-близко до използването си срещу норвежки поданици въоръжените сили са били по време на така наречения Менщадски конфликт (Menstadkonflikten), когато рота от Гарден и екипажите на четири военноморски съда са мобилизирани с готовност да се намесят срещу разбунтувалите се на 8 юни 1931 г. работници във фабриката на компанията „Norsk Hydro“ в Менщад край град Скиен, в провинция Телемарк.
Военната повинност е заложена в член 109 от Конституцията и разписана в сегашния си вид в закона за военната служба от 1953 г.

### Граждански контрол
Принципът за гражданско управление на въоръжените сили е основополагащ за норвежката политическа система. Министърът на отбраната представлява гражданското политическо ръководство и отговаря за формирането, управлението и контрола върху норвежката политика за сигурност и отбрана.

## История

### Средновековие
Норвежките въоръжени сили съществуват още от преди възникването на норвежката държава. Владетели на малки регионални образувания са властвали над няколкостотин до няколко хиляди души и няколко десетки кораба, с които са се отправяли на грабителски походи в Европа. Някои от тях са натрупали богатства и са разширили властта си над съседни не толкова успешни владения. Така постепенно след период на окрупняване се поставят основите на трите основни северни кралства – Дания, Норвегия и Швеция. През 954 г. Хокон Добрият взема превес в борбите за надмощие над синовете на Ейрик и техните поддръжници в битката край Авалдснес на остров Кармьой. Според националният епос Хаймшкрингла, Хокон издава закон, според който „цялата земя покрай морето и реките дотам, докъдето стига сьомгата“ ще се раздели на корабни съдружества. Всички домакинства в едно такова съдружество са длъжни да построят и поддържат по един кораб.
През 1277 г. броят на тези съдружества е бил 270. В случай на война всяко такова съдружество мобилизира своя кораб. През XI век в хрониките се упоменават графове на кралска издръжка, които отговарят за готовността на тези съдружества. През XII век задължението да се поддържа флотата е възложено на епископите.
За последно тези съдружества са упоменати в историческите хроники през 1393 г., когато кралица Маргрете призовава мобилизация в Източния край на кралството (Østlandet), за отбрана на кралството срещу германската Ханза, с която Дания – Норвегия е във война към онзи момент.
Развитието на въоръжените сили се различава силно от военното дело в други части на Европа. Там основната част от армиите е изградена от рицари и тежка пехота, докато в Норвегия не е така. Макар войската да е изградена около кораби, тя се бие на сушата. Така екипажът на един кораб представлява едно подразделение от войската, а морската му служба предполага, че това ще е лека пехота. Освен това тежкият терен в Норвегия с много планини, реки и фьорди прави тежката пехота тромава и уязвима. Друга особеност на войската е, че укрепените крепости и градовете с крепостни стени, за разлика от останалата част на континента, дори за разлика от Дания и Швеция, са изключения.

### Ново време
Начало на съвременната норвежка армия се поставя с военен указ на краля на Дания – Норвегия Кристиан IV от 18 януари 1628 г. Всяко селско стопанство (имение – gård) било задължено да предостави за военна повинност един войник.
Причина за това е водената война с Швеция. Докато в Дания войната върви в полза на обединеното кралство благодарение на наемниците, съставляващи датската войка, то в Норвегия инициативата е в шведски ръце и при успех норвежките наборници отказват да настъпят на шведска територия, заявявайки, че са опълчение, свикано за отбрана на родината си, а не професионална войска. След 1641 г. армията е организирана основно в шест пехотни полка.
В първите години от съществуването си норвежката войска разчита основно на чуждестранни попълнения. Основна част от офицерите са германци и дори до 1772 г. езикът, на който се издават командите, е немски.
По време на Седемгодишната война (1756 – 1763 г.) половината норвежка войска е изпратена в чужбина, основно да пази границата в Шлезвиг и Холщайн. Между 1760 и 1779 г. военната част съставлява 77% от общия бюджет на Норвегия, но трябва да се отбележи, че по онова време държавата е имала много по-малка социална функция, сравнено с днес.
През 1808 г. Норвегия отново влиза във война. Дания – Норвегия взема френска страна във войната с Великобритания. Шведските войски нахлуват в норвежките окръзи Йостфол (Østfold) и Йостердален (Østerdalen), но са отблъснати от норвежката войска, предвождана от принц Кристиан Аугуст. Британският флот налага морска блокада на Норвегия, предизвиквайки продоволствена криза. Норвежкият флот е унищожен, а моряците взети в британски плен. В редски случаи от норвежките острови и фиорди излизат малки канонерки, които влизат в битки с единични британски кораби, но тези действия са спорадични и със спорен успех, предвид смазващото британско морско превъзходство. Строежът на тези канонерки е сведен в два класа. 60~70-футови шлюпове с екипаж от 60 – 70 моряци и офицери и до 45-футови яхти с екипаж до 45 души. Епичната пиеса „Терйе Виген“ на великия норвежки драматург Хенрик Ибсен се развива именно около тези събития.
До 1814 г. са построени по над петдесет бройки от всеки от двата типа и са подобрени бреговите укрепления. Това дава и зачатъците на норвежката военна индустрия. В норвежки металургични фабрики са произвеждани оръдия, а в Берген, Осло и Конгсберг е произвеждан барут.

### Швеция – Норвегия
След разгромът на Наполеон, на Виенския конгрес Норвегия е отстъпена в персонална уния с Кралство Швеция, от една страна за наказание за съюза на Дания с Наполеон, а от друга, за да бъде компенсирана участничката в антифренската коалиция Швеция за загубата на Финландия през 1809 г. от Руската империя.
Първият норвежки Генерален щаб е организиран на 22 май 1814 г. След унията с Швеция е формиран отново през 1817 г. До 1853 г. е командван от генерал-адютант за норвежката войска, след което е създаден постът „командващ на норвежката армия“. През 1940 г. престава да съществува, а след освобождението от германска окупация висш ръководен орган на въоръжените сили става Висшето командване на отбраната.

### Суверено кралство
След 1895 г. различията във външнополитическите интереси между Швеция и Норвегия стават все по-значителни и през 1905 г. след референдум Норвегия се отделя от унията с Швеция. И двете страни мобилизират военни сили по границата в очакване на война. До такава не се стига, след като Норвегия приема шведското условие да разруши граничните си укрепления и да не строи нови. Отношенията между двете страни постепенно се нормализират. По време на Първата световна война Кралство Норвегия запазва неутралитет.
През този период кралските норвежки ВМС са изцяло мобилизирани до военновременен щат, както и някои брегови укрепления и подразделения на сухопътните войски.
След края на ПСВ въоръжените сили се връщат към мирновременния си щат и доктрината им се формира около разбирането, че страната ще спазва неутралитет, което до голяма степен ще намали вероятността за агресия. По тази причина силите остават недофинансирани и технологично изостанали, без да формират бронетанкови части и да се въоръжат с най-новите модели артилерийски и авиационни образци въоръжение. Към края на 1930-те години това изоставане е осъзнато, но германското нахлуване през април 1940 г. не оставя времето необходимо да бъдат взети мерки за решаването на тези проблеми.
Отбраната на кралството е преодоляна изцяло за по-малко от месец и държавното ръководство намира убежище във Великобритания. В страната е организирана въоръжена съпротива, най-вече около бивши военни (Военната организация Milorg), която предприема акции на саботажи, за да подкопаят германските усилия за използване на норвежката промишленост и природни ресурси за германската военна машина. Може би най-знаменитата такава акция, станала известна в цял свят е саботажът на ВЕЦ Веморк край Рюкан в окръг Телемарк, собственост на държавното предприятие Norsk Hydro AS. Централата е особено важна за Третия райх, тъй като е единственият обект в Европа (и произвежда около 75% от цялото количество в света), произвеждащ т.нар. тежка вода или химическия елемент деутерий. Тя е ключова за германската програма за създаване на атомна бомба. Норвежката съпротива работи тясно с британската служба за специални операции Special Operations Executive (SOE) и в по-малка степен с американската Office of Strategic Services (OSS). Норвежците уведомяват Лондон за интереса на германците към производствените мощности за деутерии и бързо става ясна причината за него, след което Съюзниците вземат решение да унищожат агрегатите за добиването му и цялото произведено количество. На 16 февруари 1943 г. бойци от Самостоятелна норвежка рота 1 (подразделение на британската служба SOE), наричана популярно „Рота Линге“ по името на загиналия ѝ командир, осъществяват Operation Gunnerside, унищожавайки чрез диверсия съоръженията за производство на тежка вода и добитите до момента количества. Но германците поправят щетите и възстановяват производството, поради което е взето решение за нова диверсия, когато става ясно, че новите количества предстои да бъдат транспортирани с ферибот през близкото езеро и отправени за Германия. Малко след полунощ на 20 февруари 1944 г. заложените от норвежките командоси експлозиви пращат ферибота SF Hydro на дъното на езерото Тин, заедно с цистерните с тежка вода. Загиват трима пътници, седем души от екипажа и осем германски войници. Знаменитата „Война за тежката вода“ е сюжет на множество документални и игрални филми, сред които класическия „Героите на Телемарк“ („The Heroes of Telemark“).
В края на войната германците капитулират сами и основната задача на възстановените норвежки въоръжени сили е охраната на военнопленниците.
След Втората световна война сред населението особено популярен е изразът „Никога вече 9 април!“ по датата на окупацията на Осло от германците, станала символ на норвежката военно-политическа безпомощност. Страната изоставя своя неутралитет и се включва в НАТО още от създаването на блока. Освен това норвежките въоръжени сили създават много тесни връзки с американските. Големи количества военна техника са доставени от САЩ безвъзмездно или на занижени цени като военна помощ.
Най-голямата военна заплаха идва от Съветския съюз, с който Норвегия граничи в полярните си територии. За нейното неутрализиране Норвегия разчита на тясно сътрудничество в Североатлантическия алианс, но отказва да приеме ядрени оръжия, за да не предизвиква могъщия си съсед. 
Създаден е и нов вид въоръжени сили – Отечествената гвардия (Heimevernet). Създаден е с идеята за изключително бърза мобилизация и подпомагане на сухопътните войски.
Около 1970 година трите основни вида въоръжени сили – сухопътните войски, ВВС и ВМС – започват да си сътрудничат по-тясно и командванията им са преместени заедно с военното министерство в квартала Хусеби в Осло. След няколко години министерството се отделя на друго място.
След разпадането на Варшавския договор започва силно редуциране на норвежките въоръжени сили, до степен в която ресурсите вече не им позволяват да функционират нормално за гарантиране на националната сигурност. Като резултат взаимодействието в гражданските власти за вътрешната сигурност или за отстраняването на последиците от бедствия е прехвърлено в началото на ХХI век от сухопътние войски на Отечествената гвардия.

## Структура
- Началник на отбраната (генерал / адмирал)

Видове въоръжени сили:
- -  Норвежка армия (Норвежки сухопътни войски) (генерал-майор)
  -  Морска отбрана (Кралски норвежки ВМС) (контраадмирал)
  -  Въздушна отбрана (Кралски норвежки ВВС) (генерал-майор)
  -  Отечествена отбрана (Териториална отбрана) (генерал-майор)
  -  Киберотбрана (Cyberforsvaret) (генерал-майор)

Други структури:
- -  Разузнавателна служба (генерал-лейтенант / вицеадмирал)
  -  Специални сили на Oтбраната (генерал-майор / контраадмирал)
  -  Щаб на Отбраната (генерал-лейтенант / вицеадмирал)
  -  Оперативен щаб на отбраната (генерал-лейтенант / вицеадмирал)
  -  Логистична организация на отбраната (цивилно лице)

## Оперативна структура

### На централно подчинение
- Оперативен щаб на Отбраната (Райтан, Будьо)
- 12 окръга на Отечествената отбрана
- тактически мобилни командвания
- Специално командване на отбраната
  - Командване на армейските егери
  - Командване на морските егери
- Съвместна част „Разузнаване, наблюдение, целеуказване и войсково разузнаване“ (ISTAR)
  - модулна ISTAR част
  - Командване на бреговите егери
  - БЛА
- Въздушно специално разузнаване (съвместен проект на НАТО)
- Отечествена гвардия – 50 000 души първи резерв + 33 000 втори резерв
- Информационни операции
- Департамент за военна сигурност (Norwegian Defence Security Department, NORDSD)
- модулна медицинска поддръжка
- ЯХБЗ защита
- сапьорни части
- Съвместна част „Командване, контрол и информация“ (Command and control warfare, C2I)
- Част за гражданско-военно сътрудничество (Civil-Military Co-operation, CIMIC)
- Експедиционна логистична поддръжка
- 2 мобилизационни логистични батальона за поддръжка на чуждестранни подкрепления

### Норвежка армия
- Армейски щаб [Hærstaben] (Руста, Бардюфос)
  - Бригада Север [Brigade Nord] (Хегелиа, Бардюфос)
    - Механизиран батальон „Брониран батальон“ [Panserbataljonen] (Сетермьоен)
    - Механизиран батальон „Батальон Телемарк“ [Telemark Bataljon] (Рена)
    - Моторизиран батальон „2-ри Батальон“ [2. bataljon] (Шьолд)
    - Артилерийски дивизион „Aртилерийски батальон“ [Artilleribataljonen] (Сетермьоен)
    - Разузнавателен и РЕБ батальон „Разузнавателен батальон“ [Etterretningsbataljonen – ISTAR og EK] (Сетермьоен)
    - Санитарен батальон [Sanitetsbataljonen] – Sanitet (Сетермьоен)
    - Инженерен батальон [Ingeniørbataljonen] (сапьори, строители, ЯХБЗ) (Шьолд)
    - Логистичен батальон „Боен обозен батальон“ [Stridstrenbataljonen] (Бардюфос)
    - Свързочен батальон [Sambandsbataljonen] (Бардюфос)
    - Рота военна полиция [Militærpoliti-kompaniet] (Бардюфос)

  - Армейски тактически учебен център [Hærens våpenskole (HVS)] Гарнизон Йостердал
    - Командване и щаб (Рена)
    - Подразделения:
      - Зимно училище на въоръжените сили [Forsvarets Vinterskole (FVS)] (Тернингмьоен)
      - Армейски тактически тренировъчен център [Hærens taktiske treningssenter (HTTS)] (Рена)
        - Боен тренировъчен център [Kamptreningssenteret]
        - Училище за механик-водачи [Panserkjøreskolen]
        - Крило за огнева подготовка [Våpenvingen]
        - Командно-щабно училище [Stabs- og ledertrener]
        - Симулационна секция [Simulatorseksjon]
        - Боен ескадрон [Kampeskadronen (KESK)] („Агресорска“ част тип OPFOR)

      - Армейско училище за тактика и операции [Hærens skole for taktikk og operasjoner (HSTO)]
        - Център за проучване на тактики и доктрини [Konsept og doktrine]
        - Център за проучване на наземни операции [Landoperasjoner]
        - Център за проучване на импровизирани взривни устройства [C-IED]
        - Център за развитие и експериментиране [Utvikling og eksperimentering]
          - Бойна лаборатория, Техническа работилница Елверюм [Combat Lab (Elverum tekniske verksted, ELTV)]

    - Учебни центрове на родовете войски:
      - Маневрено училище [Manøverskolen]
      - Артилерийско училище [Artilleriskolen]
      - Инженерно училище [Ingeniørskolen]
      - Училище за войсково и оперативно разузнаване [Etterretning og oppklaringsskolen]
      - Свързочно училище [Sambandsskolen]
      - Санитарно училище [Sanitetsskolen]

  - Гвардия на Негово Величество краля [Hans Majestet Kongens Garde (HMKG)] (Хусеби, Осло и Тернингмьоен)
  - Гранична стража в Гарнизон в Шьор-Варангер [Grensevakten på Garnisonen i Sør-Varanger (GSV)] (охранява руската граница) (Хьойбюктмьоен)
    - Гарнизонна рота [Garnisonskompaniet]
    - Гранична рота [Grensekompaniet]
    - Учебна рота [Utdanningskompaniet]

  - Компетентен център на въоръжените сили за логистична и оперативна поддръжка [Forsvarets kompetansesenter for logistikk og operativ støtte (FKL)] (Сесволмьоен)
    - Училище на въоръжените сили за водачи и служебни кучета [Forsvarets hundeskole (FHSK)]
    - Учебен отдел за логистика [Fagavdeling Logistikk] (част от Армейски тактически тренировъчен център в Рена, виж по-горе)
    - Транспортно училище на въоръжените сили [Forsvarets transportskole]
      - Транспортна рота [Transportkompaniet (TRSPKP)]

    - Логистично училище на въоръжените сили [Forsvarets logistikkskole (FLS)]
      - Висше техническо училище на въоръжените сили [Forsvarets tekniske befalsskole (FTBS)]

    - Отдел военна полиция на въоръжените сили [Forsvarets militærpolitiavdeling (FMPA)]
    - Училище на въоръжените сили за амуниции и импровизирани взривни устройства [Forsvarets ammunisjons- og EOD-skole (FAES)]

  - Армейски отдел за оперативна поддръжка [Operasjonsstøtteavdelingen for Hæren (OPS-STØ)] (поддръжка на армейските бази) (Сюндлиа, Бардюфос)
  - Висше военно училище на армията [Krigsskolen] (Линдерюд, Осло)

### Морска отбрана
- Щаб на морската отбрана [Sjøforsvarsstaben]
  - Санитарна служба на морската отбрана [Saniteten i Sjøforsvaret]
  - Брегова ескадра [Kysteskadren] (ВМБ Хоконшверн, Берген)
    - Експедиционен щаб на военноморско съединение [Norwegian Task Group (NorTG)]
    - Дивизион фрегати [Fregattvåpenet] (5 многоцелеви фрегати клас „Фритьоф Нансен“)
    - Дивизион подводници [Undervannsbåtvåpenet] (6 подводни лодки клас „Ула“)
    - Дивизион ракетни катери [MTB-våpenet] (6 ракетни катера клас „Шьолд“)
    - Дивизион минни кораби [Minevåpenet] (8 миночистача/ Минни ловеца клас „Оксьой“/ „Алта“)
    - Дивизион егери [Marinens jegervåpen]
      - Командване брегови егери [Kystjegerkommandoen] (рота) (форт Тронденес, Хащад)
      - Командване водолази сапьори [Minedykkerkommandoen] (полурота) (Водолазен кораб „Тир“ и водолази-сапьори)
      - Тактически катерен ескадрон [Taktisk Båtskvadron] (20 десантни катера тип Stridsbåt_90N, 30 души, 6 катера са активни, останалите са в резерв)

    - Дивизион военноморска логистика [Marinens logistikkvåpen] (спомагателни кораби на ВМС)

  - Брегова охрана [Kystvakten]
    - Вътрешна брегова охрана [Indre Kystvakt] (патрулира 12-милната зона на норвежките териториални води)
    - Външна брегова охрана [Ytre Kystvakt] (патрулира 200-милната зона на норвежката ИИЗ)
    - Въздушна брегова охрана [KV luft] (осъществява се от патрулните самолети P-3 Orion от авиобаза Андьоя и вертолетите NH-90 на 337-а Ескадрила в авиобаза Бардюфос)

  - Военноморски училища [Sjøforsvarets skoler]
    - Учебен център за матроси [KNM Harald Haarfagre] (Ставангер)
    - Учебен център за специалисти [KNM Tordenskjold]
    - Висше военно училище на морската отбрана [Befalsskolen for Sjøforsvaret] (командване в Хортен, център в Ставангер)
    - Боен учебен център на морската отбрана [Sjøkrigsskolen] (Берген)

  - Военноморски бази [Sjøforsvarets baser]

### Въздушна отбрана
- Щаб на въздушната отбрана [Luftforsvarsstaben], (Райтан, Трондхайм)
- Инспекторат за въздушни операции [Luftoperativt inspektorat]
- Инспекторат за обучение на въздушната отбрана [Luftforsvarets utdanningsinspektorat]
- Национален център за въздушни операции[National Air Operations Centre]
  - Станция за контрол и предупреждение Сьоррайса
  - Станция за контрол и предупреждение Могерьо – предстои разформироване през 2016 г.
  - Главна авиостанция Будьо – 132-ро Авиокрило [132 Luftving] – предстои разформироване през 2016 г.
    - 331-ва Изтребителна авиоескадрила [331 skvadron] – предстои разформироване през 2016 г.
    - (Изнесено спасително авиозвено/ 330-а Вертолетна авиоспасителна ескадрила [330 skvadron (Detasjement)] (AW101SAR) Будьо)
    - Група на авиостанция Банак [Stasjonsgruppe Banak]
      - (Изнесено спасително авиозвено/ 330-а Вертолетна авиоспасителна ескадрила [330 skvadron (Detasjement)] (AW101SAR) Банак

  - Главна авиостанция Йорланд (Тронхайм) – 138-о Авиокрило [138 Luftving]
    - 332-ра Изтребителна авиоескадрила [332 skvadron] (F-35A) – предстои формиране през 2017 г.
    - 338-а Изтребителна авиоескадрила [338 skvadron] (F-35A)
    - Зенитно-ракетен дивизион Йорланд [Luftvernartilleribataljon Ørland (NASAMS)]
    - Охранителна рота Йорланд [Baseforsvarsskvadron]
    - (Изнесено спасително авиозвено/ 330-а Вертолетна авиоспасителна ескадрила [330 skvadron (Detasjement)] (AW101SAR) Йорланд)
    - (Изнесено авиозвено за ДРЛОиУ на Авиокрилото на НАТО за ДРЛОиУ) (E-3A AWACS)

  - Авиостанция Гардермьоен (Осло) – 135-о Авиокрило [135 Luftving]
    - 335-а Тактическа транспортна авиоескадрила [335 skvadron] (C-130J-30)
    - 717-а Авиескадрила за радиоелектронна война [717 skvadron] (DA-20 Falcon ЕК/ VIP)

  - Авиостанция Риге (Мос) – 139-о Авиокрило [139 Luftving] – предстои разформироване през 2016 г.
    - Изнесено авиозвено за спец. операции/ 339-а Тактическа вертолетна ескадрила [339 skvadron (Detasjement)] (Bell 412 SP)
    - Изнесено спасително авиозвено/ 330-а Вертолетна авиоспасителна ескадрила [330 skvadron (Detasjement)] (AW101SAR)
    - Тилова оперативна учебна ескадрила [Bakkeoperativ skvadron] подготовка на охранителен персонал за авиобазите
    - 2-ри Комплект за експедиционна авиотехническа поддръжка [Basesett 2] (deployerbar støtteavdeling)

  - Авиостанция Андьоя – 133-то Авиокрило [133 Luftving]
    - 333-та Морска патрулна и ПЛО авиоескадрила [333 skvadron] (P-3C/N-III Orion)

  - Авиостанция Сула (Ставангер) – 137-о Авиокрило [137 Luftving] – предстои разформироване през 2016 г.
    - 330-а Вертолетна авиоспасителна ескадрила [330 skvadron] (AW101SAR) – предстои преместване на командването на ескадрилата в авиостанция Бардюфос през 2016 г. В Сула ще остане:
    - (Изнесено спасително авиозвено/ 330-а Вертолетна авиоспасителна ескадрила [330 skvadron (Detasjement)] (AW101SAR) Сула)

  - Авиостанция Бардюфос (Тромсьо) – 139-о Авиокрило [139 Luftving]
    - 337-а Морска вертолетна ескадрила [337 skvadron] (NH-90NFH)
    - 339-а Тактическа вертолетна ескадрила [339 skvadron] (Bell 412 SP)
      - Изнесено авиозвено за спец. операции [339 skvadron (Detasjement)] (Bell 412 SP) (Риге, Мос) (или Гардермьоен?)

    - БЛА авиоескадрила [718 skvadron] (оперира основно от Сула)
    - Летателно училище на въздушната отбрана [Luftforsvarets flygeskole] (Saab Safari)
    - 330-а Вертолетна авиоспасителна ескадрила [330 skvadron] (AW101SAR) – предстои преместване на командването на ескадрилата през 2016 г. Изнесени спасителни авиозвена, подчинени са на 139-о авиокрило:
      - Изнесено спасително авиозвено [330 skvadron (Detasjement) (AW101SAR) (Сула, Ставангер)
      - Изнесено спасително авиозвено [330 skvadron (Detasjement)] (AW101SAR) (Банак)
      - Изнесено спасително авиозвено [330 skvadron (Detasjement)] (AW101SAR) (Будьо)
      - Изнесено спасително авиозвено [330 skvadron (Detasjement)] (AW101SAR) (Йорланд)
      - Изнесено спасително авиозвено [330 skvadron (Detasjement)] (AW101SAR) (Риге, Мос) (или Гардермьоен?)

  - Висше военновъздушно училище [Luftkrigsskolen] (Трондхайм)
  - Учебен център на въздушната отбрана Хевик [Luftforsvarets skolesenter Kjevik]
  - Авиостанции без редовна летателна дейност:
    - Авиостанция Евенес [Evenes flystasjon]
    - Авиостанция Хевик [Kjevik flystasjon]
    - Авиостанция Лища [Lista flystasjon]
    - Авиостанция Варнес [Værnes flystasjon]

### Отечествена отбрана
- Окръг на Отечествената отбрана 01 – Ослофьорд (летище Риге)
- Окръг на Отечествената отбрана 02 – Осло и Акершюс (Лютванлайр)
- Окръг на Отечествената отбрана 03 – Телемарк и Бюскерюд (Хайщадмьоен)
- Окръг на Отечествената отбрана 05 – Опландске (Тернингмьоен)
- Окръг на Отечествената отбрана 08 – Агдер и Ругаланд (Ватнелайрен)
- Окръг на Отечествената отбрана 09 – Баргенхюс (Баргенхюс)
- Окръг на Отечествената отбрана 11 – Мьоре и Фьордане (Сетнесмьоен)
- Окръг на Отечествената отбрана 12 – Трьонделаг (гарнизон Варнес)
- Окръг на Отечествената отбрана 14 – Сьор-Хологалан (Древямьоен)
- Окръг на Отечествената отбрана 16 – Нур-Хологалан (Елвегорсмьоен)
- Окръг на Отечествената отбрана 17 – Финмарк (Пошангмьоен)

### Кибер отбрана
- Отдел за кибердейности и кибероперации
- Отдел за киберкомпетентност и трансформация

### Разузнавателна служба
Разузнавателната служба не е вид въоръжени сили, а отделна агенция, подчинена директно на министъра на отбраната. За разлика от редовната световна практика цивилното и военно разузнаване да са две отделни организации на различно подчинение, в скандинавските страни военното разузнаване изпълнява функциите и на цивилна такава организация и Кралство Норвегия не прави изключение. Близостта с Русия, която е вероятен противник на Североатлантическия пакт, на който кралството е член, създава голяма нужда от високоефективно разузнаване не само за страната, но и за съюза като цяло. Затова норвежката разузнавателна служба си сътрудничи тясно както със службите на страните в региона, така и с американските, британските и други съюзнически служби.

#### Структура
- Лютван Лайр, Осло:
  - Централа (Hovedkvarter) – централата на службата е разположена в покрайнините на Осло в базата Лютван Лайр, намираща се в близост до езерото, на което е кръстена както тя, така и квартала. Ръководи се от офицер с чин генерал-лейтенант или вицеадмирал, който отговаря директно пред министъра.
  - E 14 (Seksjon for spesiell innhenting) – Секция за специално разузнаване – отговаря за специалните операции на разузнаването зад граница.
  - Висше разузнавателно училище на Отбраната (Forsvarets Etterretningshøgskole (FEH)
- Ланнкая, Осло:
  - Военногеографска служба на Отбраната (Forsvarets militærgeografiske tjeneste (FMGT)
- Авиостанция Андьоя, окръг Норлан:
  - Станция за акустично разузнаване – система от стационарни хидроакустични буйове, следяща за активността на руските подводници в Североизточния Атлантик.
- Феуске, окръг Норлан:
  - Станция за телеметрично и радиоелектронно разузнаване.
- Киркенес, окръг Финмарк:
  - Станция за радиоелектронно и радиологично разузнаване
- Вардьо, окръг Финмарк
  - Станция за радиотехническо, радиоелектронно разузнаване и радиопрехват. Разполага с американски радар Globus II-radar (HAVE STARE), предоставен от САЩ.
- Рингерике, окръг Бюскерюд:
  - Станция за сателитно наблюдение

Освен тези бази, директно подчинени на Разузнавателната служба на Отбраната, тя работи съвместно и с подразделения на видовете въоръжени сили, които са извън нейната организация:
- Армия (сухопътни войски)
  - Сетермьоен Лайр, окръг Тромс
    - Разузнавателен батальон (Etterretningsbataljonen) – дълбоко разузнаване, радиотехническо разузнаване и радиоелектронна война

|                                      |
| Емблема на Разузнавателния батальон. |

|                                         |
| Гарнизон Сетермьоен, база на батальона. |

- Въздушна отбрана (ВВС)
  - Авиостанция Гардермьоен, окръг Акершюс
    - 717-а Авиоескадрила – Център на Отбраната за поддръжка за радиоелектронна война (717 Skvadronen – Forsvarets EK-støttesenter (FEKS)) – два самолета Dassault Aviation Falcon 20E със специално оборудване за радио-техническо разузнаване и радиоелектронна война. Кръстени са на двата гарвана Хугин и Мунин от скандинавската митология.

|                        |
| Falcon 20-ECM в полет. |

|                                          |
| Falcon 20-ECM на стационарна експозиция. |

- Научноизследователски институт на Отбраната (Forsvarets forskningsinstitutt)
  - пристанище Киркенес, окръг Финмарк:
    - Научноизследователски кораб Марята (III) – ради-техническо разузнаване и радиоелектронна война, сеизмологично, хидроакустично и радиологично наблюдение. През 2016 г. Марята (III) ще бъде заменен от Марята (IV).

|                                         |
| Марята (III) в пристанището в Киркенес. |

|                                                      |
| Марята (IV)по време на изпитания във Вирджиния, САЩ. |

## Дългосрочен план за развитие
През юни 2016. норвежкият парламент приема нов дългосрочен план за развитие на сектора на отбраната на Кралството. Той се нарича „Боеспособни и (финансово) поносими“ (Kampkraft og bærekraft). Влиза в сила от 1 януари 2017 г. и предвижда нови съкращения на способности, личен състав и военни бази с цел освобождаване на средства за увеличаване на подготовката и улесняване на логистичната поддръжка на силите. По видове въоръжени сили планът предвижда:

### Общи способности
- Разузнавателна служба
- Съвместен оперативен щаб
- Логистична организация на отбраната
- Киберотбрана
- единна военна полиция за видовете въоръжени сили
- единна санитарна служба за видовете въоръжени сили
- единни способности за оперативна логистична поддръжка за видовете въоръжени сили
- Батальон за поддръжка на съюзни военни контингенти (Host Nation Support Battalion)
- съвместни способности за дозареждане с гориво във въздуха (заедно с Нидерландия и Полша)
- съвместни способности за стратегически въздушен транспорт (C-17A в авиобаза Папа, Унгария)
- съвместни способности за въздушно разузнаване (БЛА RQ-4B на НАТО – NATO AGS-participation)
- способности за сателитно разузнаване
- информационна инфраструктура

### Армия
В армията не се предвиждат големи изменения. Плановете предвиждат най-вече формирането на втора егерска рота в Гарнизона в Сьор Варангер (подразделението за охрана на руската граница) и стартирането на програма за заместник на основните бойни танкове Leopard 2A4NO.

### Морска отбрана
- Щаб на Морската отбрана:
  - шестте подводници клас Юла се намаляват на четири и след 2020 г. ще бъдат заменени от четири нови подводници
  - екипажите на петте фрегатите се увеличават от сегашните три и половина на пет, като ВМС трябва да разполагат с четири фрегати в оперативна готовност
  - ВМС ще разполагат с три кораба за логистична поддръжка
  - Бреговата охрана (Kystvakt), част от ВМС ще разполага с четири мореходни патрулни кораба с щатен вертолет NH-90), четири мореходни патрулни кораба без вертолет (класовете Хащад и Баренцхав (Harstad/Barentshav-klassen)) и четири кораба за брегово патрулиране (клас Норнен (Nornen-klassen))
  - ракетните стелт катери на въздушна възглавница клас Шьолд (класифицирани като корвети Skjold-klassen korvetter) ще бъдат снети от въоръжение след 2025 г., а задачите им – поети от изтребителите F-35A с норвежки противокорабни ракети NSM
  - Командването на бреговите егери (Kystjegerkommandoen (KJK)), компонент за брегово разузнаване в Хащад (Harstad) ще бъде разформировано. Част от задачите му ще бъдат поети от Армията
  - На първо време миночистачите ще бъдат намалени от шест на четири и впоследствие снети от въоръжение след 2020 г., като функциите им ще бъдат поети от отряди водолази – сапьори
  - Ще се формира главна логистична база на ВМС

### Въздушна отбрана
- Щаб на Морската отбрана:
  - придобиването на 52 многоцелеви изтребителя F-35A е в ход. По план основната им оперативна база ще бъде Йорланд в близост до Тронхайм, а предна оперативна авиобаза ще бъде Евенес в близост до Нарвик. Възможно е последните шест машини да са в специализиран (все още неуточнен) вариант. Тъй като норвежкото правителство предвижда разформироването на 717-а Ескадрила с нейните специализирани самолети за специализирано радиоелектронно разузнаване и радиоелектронна война е възможно да е предвидено придобиването на самолети с такава специализация
  - 333-та (333-skvadronen) Ескадрила със своите морски патрулни самолети ще се премести от авиобаза Андьоя в авиобаза Евенес. Шестте настоящи самолета P-3N Orion ще бъдат заменени с четири нови машини. Към 2016 г. няма поети официални ангажименти, но предвид тясното военно сътрудничество със САЩ по всяка вероятност новите самолети ще бъдат P-8A Poseidon
  - за противовъздушната отбрана на двете авиобази на норвежките F-35A (Йорланд и Евенес) ще бъдат придобити зенитно-ракетни комплекси с голям радиус на действие (и вероятно противоракетни способности), с каквито Норвегия не разполага към 2016 г.
  - закриването на авиобаза Риге край Мос се отменя. След приемането на въоръжение в 337-а Ескадрила (337-skvadronen) на малко количество тактически вертолети NH-90TTH в Бардюфос в Северна Норвегия, които да поемат функциите им по поддръжка на Бригада Север на Армията, вертолетите Bell 412 SP ще бъдат прехвърлени от Бардюфос в Риге и ще поемат специализирани функции по поддръжка на специалните сили. Броят им ще бъде намален от сегашните 18 на 12 машини. Възможно е този ход да доведе до възстановяването на 720-а Ескадрила, която беше слята с 337-а, тъй като двете ескадрили летяха на Bell 412
  - В авиобаза Риге ще се предприемат мерки за изграждане на способности за базиране на съюзнически бойни самолети на страните-членки на НАТО. До 2012 г. авиобазата осигурява противовъздушното прикритие на столицата Осло, но самолетите F-16AM/BM са прехвърлени в авиобаза Йорланд.
  - Командването на Въздушната отбрана няма да бъде преместено от Риге в Будьо, плановете за това са отменени. Въздушният оперативен център (Luftoperasjonssenteret NAOC (National Air Operation Center)) остава в Райтан
  - Норвегия ще придобие самолети танкери за общо ползване съвместно с Нидерландия и Полша
  - 717-а Ескадрила (717-skvadronen) в авиобаза Гардермьоен (международното летище на Осло), специализирана в радиоелектронното разузнаване и радиоелектронната война ще бъде разформирована през 2024 г.
  - 334-та Ескадрила (334-skvadronen) с щатните вертолети NH-90NFH на фрегатите ще бъде базирана в Берген в близост до базата на фрегатите
  - 337-а Ескадрила (337-skvadronen) в авиобаза Бардюфос ще получи тактически транспортни вертолети NH-90TTH
  - десетте спасителни вертолета Sea King на 330-а Ескадрила (330-skvadronen) ще бъдат заменени с 16 модерни AgustaWestland 101SAR Merlin (вертолетите са собственост на норвежкото министерство на правосъдието и обществената безопасност, но с тях оперира 330-а Ескадрила на ВВС)
  - ще се формира главна логистична база на ВВС

### Отечествена гвардия
- Щаб на Отечествената гвардия:
  - 10 окръга на Отечествената гвардия (закрива се 11-и Окръг „Мьоре и Фюрдане“ (HV-11 Møre og Fjordane))
  - силите с повишена готовност се намаляват до 3000 души
  - общият състав на Отечествената гвардия се намалява до 35 000 души
  - до 2020 г. се разформирова Морската отечествена гвардия като отделна структура и подразделенията ѝ минават на директно подчинение на окръзите

### Специални сили
- Тактическо командване за специални операции (Taktisk ledelsekommando for spesjalstyrker) (команден елемент за ръководене на операции)
  - Специално командване на отбраната (Forsvarets spesialkommando (FSK)) (армейски компонент на специалните сили) (Рена лайр, Рена)
  - Командване на военноморските егери (Marinejegerkommando (MJK)) (военноморски компонент на специалните сили) (ВМБ Хоконсверн, Берген)
  - възстановява се и се модернизира тренировъчния център за специални сили във Веальос

## Военнослужещи и военни чинове
Настоящата персонална структура на норвежките въоръжени сили е одобрена на Държавен съвет на краля на 24 април 2015 г. и гласувана от народното събрание на 12 юни 2015 г.:
- Офицерски корпус (OF):
  - включва всички офицери в Отбраната с чин от младши лейтенант до генерал/ адмирал (съответно чинове в НАТО OF 1 – 9)
- Корпус специалисти (OR):
  - Подофицери (OR 5 – 9)
  - Ефрейтори (OR 2 – 4)
  - редници/ матроси (OR 1)

## Норвежки войски в чужбина
Афганистан
- в Щаба на ISAF в Кабул: щабни офицери, инструктори, логистици и специалисти за психологически операции
- Мейманех: Провинциален възстановителен тим Маймана (PRT MEY) и норвежки отряд за Авиомедицинска евакуация (NAD).
- Мазар-и-Шариф: Щаб на норвежкия контингент (NCC), Национален елемент за поддръжка (NSE), Регионално командване Север (Regional Command–North, RC-N).

Босна и Херцеговина
- един офицер в Щаба на НАТО в Сараево.

Египет
- трима офицери в международните сили за наблюдение на ООН в Синай (MFO).

Косово
- един офицер за свръзка в Щаба на UNMIK четирима офицери в Щаба на KFOR.

Средния изток
- единадесет военни наблюдатели в мисията на ООН UNTSO.

Судан
- петима щабни офицери и наблюдатели в мисията на ООН UNISFA.

Южен Судан
- единадесет щабни офицери за свръзка в мисията на ООН UNMISS.

## Военна техника
Голяма част от военната си техника Норвегия закупува от други западни държави. Освен това страната разполага и със собствена военна промишленост, която произвежда някои високотехнологични образци оръжейни системи за норвежките въоръжени сили и за експорт. До 70-те години, когато постъпленията от промишления добив на петрол внасят сериозни финансови средства в националния бюджет, голяма част от оръжието е доставяно от САЩ – безвъзмездно или на преференциални цени – като военна помощ. Днес страната разчита повече на качеството на системите, пред тяхното количество.
Норвегия си сътрудничи тясно с другите страни от НАТО и в обмена на разузнавателна информация.
От създаването си през 2000 г. Логистичната организация на Отбраната (Forsvarets logistikkorganisasjon (FLO) със своите близо 6500 военнослужещи и цивилни служители разположени в различни части на страната, отговаря за търговете за доставка, техническата поддръжка и извеждането от въоръжение на цялата военна техника и оборудване на въоръжените сили.

### Индивидуално въоръжение
До 2008 г. щатният автомат на норвежките въоръжени сили е лицензно произвеждано копие на немския G3, обозначено в Норвегия като AG-3. Той е заменен от Heckler & Koch HK416 калибър 5,56 mm, както и от варианта му Heckler & Koch HK417 калибър 7,62 с оптичен прицел за щатните прецизни стрелци (т.нар. на английски „sharphooter“). Същевременно стандартният картечен пистолет Heckler & Koch MP5 е заменен с Heckler & Koch MP7, а личното стрелково оръжие е автоматичният пистолет P80.

### Тежко въоръжение
Оръжейните системи за огнева поддръжка включват леката немска картечница MG3 и тежката американска M2 Browning, противотанкови системи от различни типове, като американскатаTOW, френско-немската Eryx и шведската Carl Gustav RFK, тежки снайперски пушки 12,7 mm MØR, автоматични пушки Heckler & Koch HK417 и NM149.
Бронираните подразделения са въоръжени основно с верижни машини от семейството на американските БТР M-113. Днес те основно са използвани за поддръжка на бойните подразделения, за разлика от преди, когато са били основното средство на механизираните батальони. В тази роля те са заменени от верижните шведски БМП-та от типа CV9030N (въоръжени с 30 mm скорострелно автоматично оръдие). Основната бойна машина на норвежката армия е немският основен боен танк Leopard 2A4NO. Тези два типа машини съставляват основното въоръжение на Батальон Телемарк и на Бронирания батальон. 2-ри Пехотен батальон, който представлява моторизирано подразделение, е въоръжен основно с шведските съчленени колесни БТР Bv.206, както и с италианските леки бронирани джипове Iveco LMV Lince.
Полевата артилерия на норвежката армия е представена от един батальон, въоръжен с американски самоходни гаубици M109А5 с калибър 155. Противовъздушната зенитно-ракетна отбрана е представена от шведските ЗРК за близка отбрана RBS-70 и от норвежкия ЗРК за средни дистанции NASAMS II.
Норвегия е страна по договора на ООН за забрана на противопехотните мини и въоръжените сили не разполагат с такова въоръжение.

### Машини
За логистични и свързочни задачи се използват небронирани и слабобронирани машини от модела Mercedes-Benz и шведски камиони Scania, както и шведските верижни транспортьори Hägglunds Bv206, високопроходими шестколесни леки машини тип „бъги“ и снежни моторни шейни за труднодостъпни райони. Освен тях за административни цели се използват и широка гама цивилни МПС.

### Летателна техника
Въздушната отбрана (официалното име на кралските норвежки ВВС) използва Lockheed-Martin F-16 AM/BM в модификацията MLU стандарт 4 като основен изтребител. Предстои замяната им с Lockheed-Martin F-35A. Тактическият Lockheed Martin C-130J Super Hercules в четири бройки е основното средство за въздушен транспорт, както и един лек реактивен бизнесджет Dassault Aviation Falcon 20. Още два Falson 20, оборудвани със специална електроника, са използвани от военното разузнаване за радиотехническо разузнаване и радиоелектронна война. Шест Lockheed-Martin P-3C/N Orion са основните средства за наблюдение на морското пространство, но напредналата им възраст прави наложителна тяхната замяна, най-вероятно с Boeing P-8A Neptune. Авиационната поддръжка на сухопътните войски и специалните сили се осъществява от леки транспортни вертолети Bell 412SP. Спасителните вертолети Westland Sea King, притежавани съвместно от министерствата на отбраната и на правосъдието предстои да бъдат заменени от AgustaWestland EH-101 Merlin. Aвиационната поддръжка на флота и бреговата охрана се осъществява от вертолети NHI NH-90NFH.
Летателното училище на ВВС оперира с шведски леки витлови самолети Saab Safari.

### Плавателни съдове
Основни надвойни бойни единици на Морската отбрана (официалното наименование на кралските норвежки ВМС) са петте фрегати клас „Fridtjof Nansen“, експортен вариант на испанските тип F-100.
Те са допълнени от шестте скоростни ракетни стелт катери на въздушна възглавница клас „Skjold“.
Подводните сили са представени от шест немски подводници клас „Ula“ (тип 210).
Минно-тралните сили са представени от осем миночистача (минни ловеца) на въздушна възглавница клас „Oksøy/ Alta“.
Бреговите егери са въоръжени с шведски скоростни десантни катери тип Stridsbåt–90, както и с надувни лодки тип RHIB. В допълнение в състава на флота влизат снабдителния кораб KNM Valkyrien, морски буксир и няколко по-малки съда.
Бреговата охрана, интегрална част на ВМС, подчинена едновременно на министерствата на отбраната и на правосъдието, е разделена на Северна и Южна флотилия и разполага със собствени патрулни кораби.

### Обучение в отбраната
Според закона за военната повинност всички норвежки поданици подлежат на военно обучение. Наборниците могат да кандидатстват за ефрейторска служба, която се състои от шестмесечно обучение и шестмесечна действителна военна служба. След приключването ѝ могат да кандидатстват за назначаване на сержантска длъжност или да кандидатстват във висше военно училище.
Някои позиции във въоръжените сили позволяват назначаване с уменията, придобити от цивилния живот. Учебните центрове на отделни родове войски, като Инженерното училище на отбраната или Разузнавателното училище на отбраната предлагат и учебни курсове, след завършването на които се присвоява гражданска научноквалификационна степен „бакалавър“.
Всички видове въоръжени сили предлагат обучение в сержантско училище, което включва едногодишен учебен курс и едногодишна задължителна действителна военна служба след това.
Висшите военни училища на видовете въоръжени сили предлагат висше военно обучение с продължителност четири години (или три след завършено сержантско училище). След завършване курсантите получават квалификационна степен бакалавър по военно ръководство или специализирани военни науки и са произвеждани в първо офицерско звание „лейтенант“.
Пилотите получават основна военна подготовка в Сержантското училище на ВВС (Luftforsvarets befalsskole) и начална летателна подготовка в Летателното училище на ВВС (Luftforsvarets flygeskole) в авиобаза Бардюфос, след което продължават обучението си във висшето Училище за въздушна война (Luftkrigsskolen) и тактическа авиационна подготовка в САЩ.

## Критика
От много посоки идват критики за това, че серията от преструктурирания и съкращения са оставили Отбраната твърде малка и неадекватна за изпълнение на задачите ѝ. С особена тежест това важи за сухопътните войски. Във връзка с намаляването на военната мощ на Русия (традиционно разглеждана като потенциален противник при един евентуален военен конфликт) през последните над 20 години, норвежката армия също съкрати голяма част от военната си техника и персонала си. Но през последно време се забелязва ясна тенденция за засилване на военния потенциал на Русия и общото заключение на специалисти, както и на общественото мнение е, че Кралството не е предприело съответните контрамерки.